# Austin (ligne bleue du métro de Chicago)
Pour les articles homonymes, voir Austin.
Ne doit pas être confondu avec Austin (ligne verte du métro de Chicago).
 Austin  est une station aérienne de la ligne bleue du métro de Chicago à proximité de l'autoroute Eisenhower dans la banlieue ouest de Chicago sur le territoire communal de Oak Park au 1050 South Austin Boulevard.

## Description
Mise en service le 27 décembre 1960, sa conception est identique aux autres stations de la ligne bleue ouvertes en 1958 sur la portion de la voie express Eisenhower, elle est composée d'une entrée principale située sur Austin Boulevard qui contient la salle des guichets et qui donne accès au quai. 
Une fois que les rames de la ligne bleue du métro de Chicago passent la station, elles se séparent de la ligne du Baltimore and Ohio Chicago Terminal Railroad, permettant à la ligne bleue de continuer ensuite jusqu'à Chicago.
Une sortie auxiliaire permet l'accès à Lombard Avenue. 
Austin est ouverte 24h/24, 7j/7 et 561.885 passagers y ont transité en 2008.

## Les correspondances avec le bus
Avec la Chicago Transit Authority :
- #91 Austin

Avec le réseau de bus Pace :
- #315 Austin-Ridgeland

## Dessertes
| Nord/Ouest                |  |             |  | Sud/Est            |
| ------------------------- |  | ----------- |  | ------------------ |
| Oak Park vers Forest Park |  | ligne bleue |  | Cicero vers O'Hare |
| modifier sur Wikidata     |  |             |  |                    |